# 夸雷尼亚
夸雷尼亚（義大利語：Quaregna），曾是意大利比耶拉省的一个市镇。总面积5平方公里，人口1414人，人口密度282.8人/平方公里（2009年）。ISTAT代码为096051。
2019年1月1日，夸雷尼亚与切雷托堡合并为新的夸雷尼亚切雷托市镇。